# 대광초등학교 (경기)
대광초등학교는 대한민국 경기도 연천군 신서면 도신리에 있는 공립 초등학교이다.

## 학교 연혁
- 1933년 9월 1일 철원군 대광공립보통학교(4년제) 개교
- 1938년 4월 1일 대광공립심상소학교(6년제 6학급)로 개칭
- 1941년 4월 1일 대광공립국민학교로 개칭
- 1945년 8월 15일 해방과 동시 북한 치하
- 1955년 9월 1일 수복으로 개교
- 1963년 1월 1일 강원도에서 경기도로 편입
- 1959년 2월 28일 내산분교 폐교(연천초로 통폐합)
- 1982년 3월 1일 병설유치원 개원
- 1990년 3월 1일 신탄국민학교 본교로 통폐합
- 1996년 3월 1일 대광초등학교로 개칭
- 2009년 6월 16일 큰빛누리관(다목적실) 개관
- 2013년 5월 19일 학교정문 신축
- 2020년 2월 7일 대광초등학교 제65회 졸업식(졸업 : 15명 / 누계 : 5,508명)
- 2020년 3월 1일 대광초중학교로 통합 운영(초대교장 : 안선근 교장)
- 2020년 3월 1일 유치원 1학급, 초등 6학급, 중등 3학급 개설

## 참고 자료
- 대광초등학교 - 한국교육학술정보원 학교알리미